# Todas as Razões para Esquecer
Todas as Razões para Esquecer é um filme brasileiro de 2018, do gênero comédia romântica, dirigida por Pedro Coutinho. Narra a história de como Antônio (Jhonny Massaro) lida com o término de seu relacionamento com Sofia (Bianca Comparato). 
O longa foi exibido no Festival do Rio de Cinema e na 41ª Mostra Internacional de Cinema de São Paulo e possui referência de filmes de grande sucesso como 500 Dias com Ela, Brilho Eterno de Uma Mente Sem Lembranças, Ela, entre outros.

## Sinopse
Antônio e Sofia terminam um relacionamento de cerca de 3 anos e ele acredita não ter problemas para superar o desentendimento. Entretanto, com o passar dos dias, Antônio percebe que a dor da perda não diminui e busca então alternativas para anular seus sentimentos, como a bebida, festas, aplicativos de relacionamento, ajuda médica e medicação controlada. Nesse processo, engraçado em muitos momentos, ele percebe o quanto é difícil superar um relacionamento e seguir em frente.

## Elenco
- Jhonny Massaro – Antônio
- Bianca Comparato - Sofia
- Regina Braga - Elisa
- Rafael Primot - Felipe
- Maria Laura Nogueira -  Carla
- Victor Mendes - Gabriel
- Thiago Amaral - Deco
- Eduardo Mossri - Oscar
- Rael Barja - amigo de Deco na festa que fala de remédios
- Larissa Ferrara - Isabela
- Rita Batata - Larissa